# Heßberg (Veilsdorf)
Heßberg ist ein Ortsteil von Veilsdorf im Landkreis Hildburghausen in Thüringen.

## Lage
Heßberg befindet sich in der Werraniederung an der Bundesstraße 89 zwischen Veilsdorf und dem westlich drei Kilometer entfernten Hildburghausen am Fuß des Hildburghäuser Waldes. In der südlichen Gemarkung des Ortsteils ist die Grenze Thüringens zu Bayern. Die Werrabahn führt durch das Gebiet, das auf ca. 390 Meter über NN liegt.

## Geschichte
Am 10. Juli 1168 wurde das Dorf erstmals urkundlich erwähnt. Der Ort ist der Ursprung des gleichnamigen Adelsgeschlechts von Heßberg.
Heßberg war 1626 von der Hexenverfolgung betroffen. Zwei Frauen gerieten in Hexenprozesse, wurden gefoltert und mit Landesverweis bestraft.
Bis 1945 befand sich ein Rittergut im Ort. Das Schloss des Gutes musste nach 1945 abgerissen werden. Die 1860 gegründete Rittergutsbrauerei wurde 2008 als Thüringer Tannen Bräu geschlossen. Dann waren ein Porzellanbetrieb und die Milch-Land-GmbH die größten Arbeitgeber im Dorf.
In Heßberg (Röten) wurde ein neues Wohngebiet erschlossen.

## Sehenswürdigkeiten
- Kirche St. Aegidien (Heßberg)

## Persönlichkeiten
Der Arzt Johann Christian Rosenmüller (1771–1820) kam in Heßberg zur Welt.